# Algerisch-französische Beziehungen
Die Algerisch-französischen Beziehungen sind das zwischenstaatliche Verhältnis zwischen Algerien und Frankreich. Beide Länder verbindet eine lange gemeinsame Geschichte und Algerien war für über 100 Jahre eine französische Kolonie (1830–1962). In Frankreich leben heute sieben Millionen Menschen algerischer Abstammung, darunter arabische Muslime, Berber und die Pied-noir und ihre Nachfahren. Auch die französische Sprache ist in Algerien als Erbe der Kolonialzeit noch weit verbreitet. Durch die Ereignisse des Algerienkriegs (1954–1962) gibt es noch zahlreiche Wunden aus der Vergangenheit, was die Beziehungen beider Länder nach 1962 immer wieder überschattet hat. Der antikoloniale Widerstandskampf ist ein Gründungsmythos der algerischen Nation und algerische Politiker haben sich immer wieder antifranzösischer Diskurse bedient. Hinter verschlossenen Türen hat Algerien allerdings dennoch meistens mit Frankreich kooperiert, auch da die Franzosen weiterhin ein wichtiger Wirtschaftspartner sind.

## Geschichte

### Vorgeschichte
Der erste Kontakt zwischen beiden Seiten fand 1526 statt, als Algerien Teil des Osmanischen Reiches war. Franz I. von Frankreich und der osmanische Sultan Suleiman der Prächtige hatten gerade die französisch-osmanische Allianz geschlossen, die den Kontakt zwischen Frankreich und den Barbareskenstaaten in Nordafrika einleitete. Die semiautonome Regentschaft Algier weigerte sich allerdings häufig die Konditionen des Vertrages einzuhalten. Im Jahr 1547 erhielt Frankreich in Algier Handels- und Fischereirechte. Ein französischer Handelsposten in Algier (Bastion de France) wurde 1561 errichtet. Im Jahre 1605 sollten die Privilegien Frankreichs in Algerien ausgeweitet werden und eine Klausel hätte den Franzosen ein militärisches Vorgehen gegen Algier bei Vertragsbrüchen zugestanden. Die Konditionen des Vertrags und die Anweisungen französische Gefangene freizulassen, führte zu einer Revolte der Janitscharen in Algier, die den osmanischen Pascha gefangen nahmen und töteten. Algier kaperte immer wieder europäische Handelsschiffe und verkaufte die Besatzung in die Sklaverei. Dies führte im 17. Jahrhundert zu wiederholten französischen Strafaktionen gegen Algier. Der französische Admiral Abraham Duquesne kämpfte 1681 gegen die Barbaresken-Korsaren und bombardierte zwischen 1682 und 1683 Algier, um christliche Gefangene freizubekommen. Im Jahr 1827 verlangte Hussein Dey von Algier vom wiederhergestellten Königreich Frankreich die Begleichung einer 31 Jahre alten Schuld aus dem Jahr 1799 für die Versorgung der Soldaten des napoleonischen Feldzugs in Ägypten. Die Antwort des französischen Konsuls Pierre Deval missfiel Hussein Dey, der ihn daraufhin mit einem Fliegenwedel schlug und ihn als „Ungläubigen“ beleidigte. König Karl X. nahm diesen Vorfall zum Anlass, die diplomatischen Beziehungen abzubrechen und 1830 eine groß angelegte Invasion in Algerien zu starten. Diese hatte neben dem Plan, Einfluss in Nordafrika zu gewinnen, auch vor allem innenpolitische Gründe, da Karl X. mit Eroberungen seine Herrschaft legitimieren wollte, kurz bevor es zu seinem Sturz in der Julirevolution kam.

### Französische Kolonialzeit

Französische Expansion in Algerien ab 1830

Nach der Landung der Franzosen im Juli 1830 kapitulierten Algier schnell. Der letzte Dey von Algier, Hussein, wurde im Rahmen eines Abkommens ins Exil gezwungen. Die Franzosen unterwarfen die Küstengebiete Algeriens und etablierten eine Militärregierung. Den Widerstand der Berberstämme gegen die ausländischen Invasoren führte Abd el-Kader an, der hartnäckigen Widerstand leistet, bevor er 1847 von den Franzosen gefangen genommen wurde. Im Jahr 1848 wurde Algerien in drei Departements (Algier, Oran und Constantine) aufgeteilt und damit Teil Frankreichs. Der Status Algeriens unterschied sich damit von dem anderer Kolonien. Die Franzosen begannen zudem in großer Zahl europäische Siedler in Algerien anzusiedeln, die neben Frankreich auch aus Spanien, Malta und Italien kamen. Im Rahmen einer jahrzehntelangen „Pazifierungskampagne“, einschließlich der Anwendung der Taktik der verbrannten Erde begingen die Kolonialherren zahlreiche Massaker und Kriegsverbrechen. In den ersten drei Jahrzehnten (1830–1860) der französischen Eroberung kamen zwischen 500.000 und 1.000.000 Algerier von insgesamt 3 Millionen durch Krieg, Massaker, Krankheiten und Hungersnöte ums Leben und die Repression nahm genozidale Ausmaße an. Die Franzosen nahmen das beste Ackerland und vergaben es an europäische Siedler. Von der Küste aus stießen die Franzosen ab den 1850er Jahren immer weiter in die Algerische Sahara vor, wo sie auf den Widerstand lokaler Stämme stießen. Während des Deutsch-Französischen Kriegs brach 1871 die Mokrani-Revolte aus, welche von den Franzosen niedergeschlagen wurde.

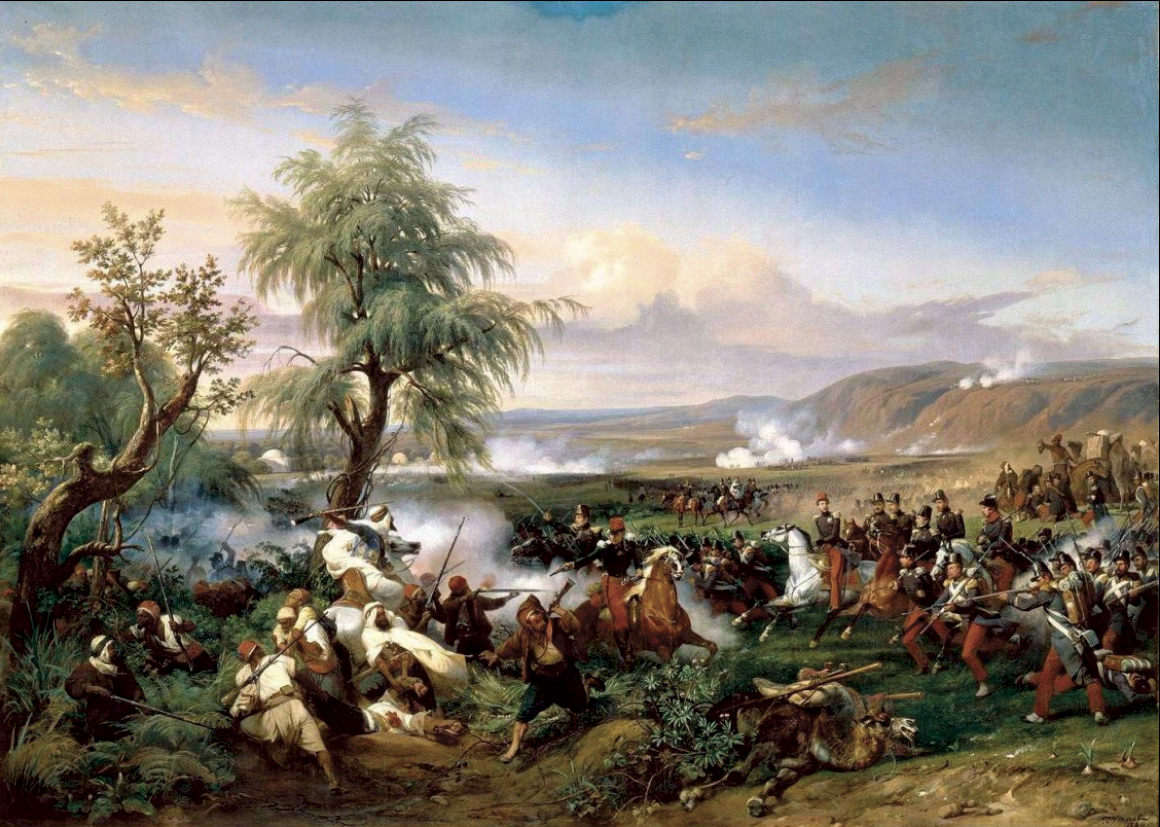
Französische Aufstandsbekämpfung (1840)

Die Franzosen gestalteten ihr Kolonialsystem nach dem Vorbild ihrer Vorgänger, der Osmanen, indem sie lokale Stämme kooptierten. Im Jahr 1843 begannen die Kolonisten mit der Überwachung durch bureaux arabes, die von Militärbeamten mit Befugnissen über bestimmte Gebiete geleitet wurden. In den 1880er Jahren wurde die Kolonialisierung unter der Dritten Republik verstärkt und die Herrschaft direkter. Im französischen Algerien bestand ein getrenntes Rechtssystem mit Scharia-Recht für die muslimische Bevölkerung. Es gab eine strikte Trennung zwischen der christlichen und muslimischen Bevölkerung und die Siedler, die knapp ein Zehntel der Bevölkerung ausmachten, besaßen den meisten Wohlstand und durften das französische Algerien politisch vertreten. Das Verwaltungssystem war französischsprachig und beruhte auf Europäern und lokalen Kollaborateuren. Während des Ersten Weltkriegs kämpften 240.000 Algerier für die Franzosen, darunter auch zahlreiche Muslime, wobei diesen von Frankreich eine Verbesserung ihrer politischen Rechte versprochen wurde. Knapp 100.000 Algerier kamen während des Krieges als Arbeitskräfte nach Frankreich. Sympathien für den osmanischen Kriegsgegner waren in der Bevölkerung weit verbreitet. Die Kolonie blieb Frankreich allerdings loyal, sogar als durch die schlechte Versorgungslage im Winter 1917/18 eine Hungersnot ausbrach.
Nach der deutschen Besetzung Frankreichs im Jahr 1940 übernahmen die Alliierten schnell die Kontrolle über die von Vichy-Frankreich kontrollierten Kolonien. Mit der anglo-amerikanischen Besetzung Nordafrikas wurde die französische Herrschaft geschwächt und sowohl die Achsenmächte als auch die Alliierten versprachen den Muslimen die Emanzipation. Im Dezember 1942 verfasste Ferhat Abbas ein Manifest, das er sowohl den alliierten als auch den französischen Behörden vorlegte, in dem er das Selbstbestimmungsrecht für die Algerier und ein autonomes Algerien forderte. Die Unzufriedenheit unter den muslimischen Algeriern wuchs nach den Weltkriegen, in denen die Algerier viele Verluste erlitten hatten. Am 8. Mai 1945, während der Feierlichkeiten zum Ende des Zweiten Weltkriegs, kam es in Setif zu einem unorganisierten Aufstand, bei dem 84 europäische Siedler getötet wurden. Die Franzosen antworteten mit brutaler Gewalt, unterdrückten die algerische Bevölkerung und töteten beim Massaker von Sétif Tausende von Algeriern. Bei einer Reform im Jahr 1947 schufen die Franzosen als Entgegenkommen eine Zweikammer-Legislative mit einer Kammer für die französischen Bürger und einer weiteren für die Muslime, wobei die Stimme eines Europäers der siebenfachen Stimme eines Muslims entsprach.

#### Algerienkrieg
Es entstanden bewaffnete paramilitärische Gruppen wie die Front de Libération nationale (FLN), die einen arabisch-islamischen unabhängigen Staat forderten. Dies führte zum Ausbruch eines Unabhängigkeitskrieges, des Algerienkrieges, der mit den ersten bewaffneten Operationen im November 1954 begann. Die FLN verübte Anschläge auf Siedler und lokale Kollaborateure und griff mit Guerillataktiken die französischen Streitkräfte an. Die Franzosen gingen brutal gegen die Aufständischen vor und setzten Folter und psychologische Kriegsführung ein. Zahlreiche Zivilisten gerieten ins Kreuzfeuer. Laut französischer Schätzungen kamen eine halbe Million Menschen im Algerienkrieg ums Leben (davon 400.000 Algerier bei einer damaligen Bevölkerung von knapp 10 Millionen). Spätere algerische Regierungen gingen dagegen von 1,5 Millionen Toten aus.

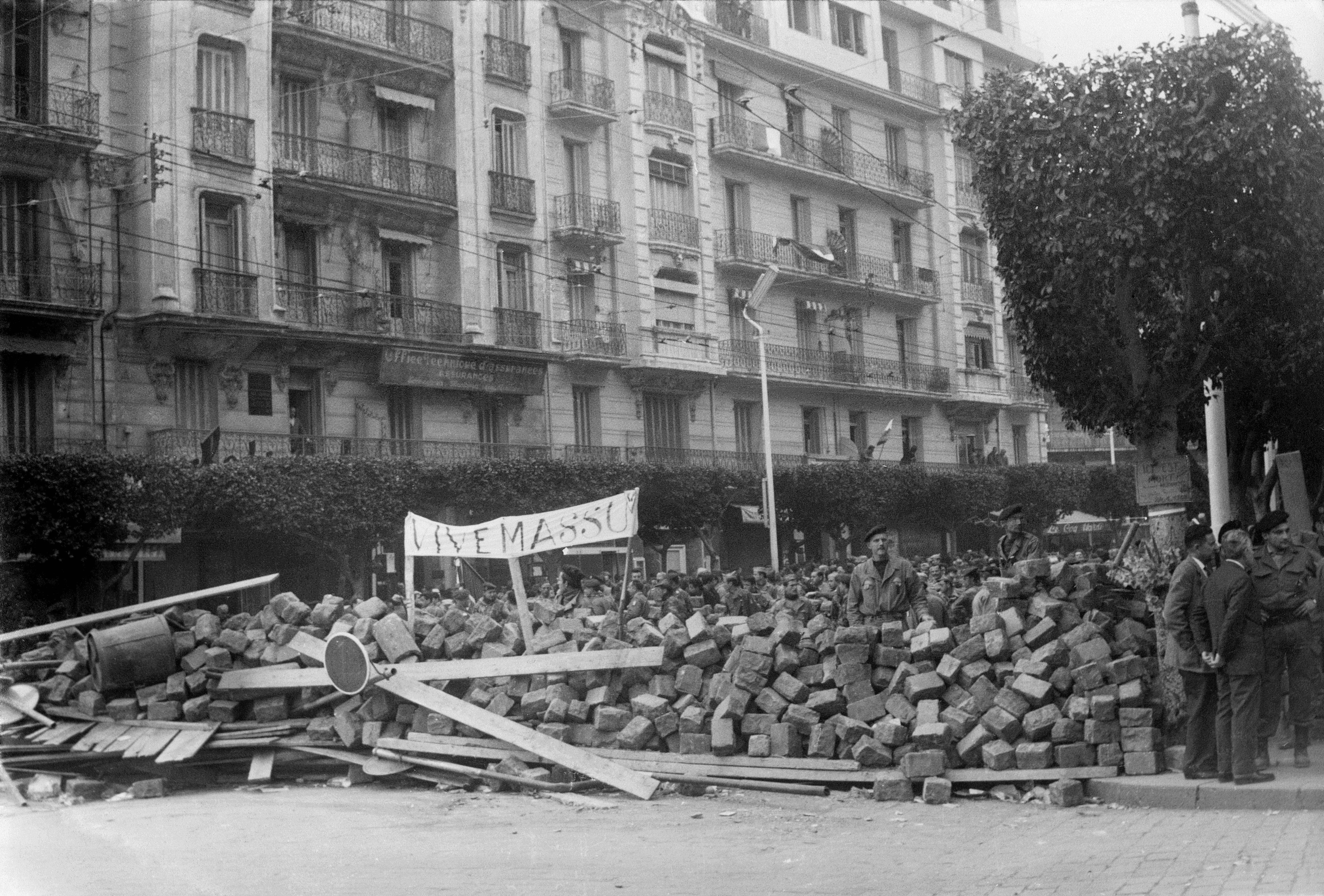
Barrikaden in Algier (1960)

Im Mai 1958 besetzte eine Gruppe von Demonstranten, die von Pieds-Noirs angeführt wurde, an der aber auch viele Muslime teilnahmen, ein algerisches Regierungsgebäude. General Jacques Massu forderte, dass Charles de Gaulle zum Präsidenten ernannt wird, um die „Aufgabe Algeriens“ zu verhindern. Infolgedessen kam es zum Sturz der Vierten Französischen Republik und das Parlament wählte De Gaulle zum neuen Präsidenten der Fünften Republik. De Gaulle verkündete „Ich habe euch verstanden“, was die Pieds-Noirs als Unterstützung ihrer Position auffassten. De Gaulle erkannte jedoch, dass eine militärische Lösung trotz der Erfolge gegen die Aufständischen nicht möglich war und entschied sich für Verhandlungen mit den algerischen Rebellen. Im September 1959 ließ er ein Referendum für die algerische Selbstbestimmung durchführen, das mit überwältigender Mehrheit angenommen wurde. Viele Pieds-Noirs lehnten dies vehement ab, da Algerien ihre Heimat geworden war. Viele französische Politiker und Militärs in Algerien betrachteten die Politik von De Gaulle als Verrat und gründeten die Organisation de l’armée secrète (OAS), die unter den „Pieds-Noirs“ großen Rückhalt hatte. Die OAS bekämpfte einerseits nationalistische Algerier, die gewaltsam die Unabhängigkeit anstrebten, andererseits den französischen Staat, der die militärische Unterdrückung dieser Unabhängigkeitsbewegung nicht mehr aufrechterhalten wollte. Die OAS begann Terroranschläge auf dem französischen Festland und in Algerien durchzuführen und tötete Hunderte Menschen. Im April 1961 versuchten einige der OAS nahestehende Generäle in Algier in einem Putschversuch, die Macht in Französisch-Algerien zu übernehmen und die Aufgabe Algeriens zu verhindern. Nach dem gescheiterten Putschversuch unterzeichneten de Gaulle und die FLN am 18. März 1962 ein Waffenstillstandsabkommen, das Abkommen von Évian. Dieses führte zu einem Unabhängigkeitsreferendum, in dem sich die überwältigende Mehrheit der Algerier für die Unabhängigkeit aussprach.
Der Abzug der Franzosen verlief nicht völlig friedlich. In Oran kam es am 5. Juli 1962 zu einem Massaker, bei dem zwischen 365 und 1000 Pieds-Noirs ums Leben kamen. Mit der Unabhängigkeit Algeriens mussten die Pieds-Noirs nach Frankreich flüchten, wo sich ihre Integration häufig schwierig gestaltete. Es kam auch zu Racheaktionen gegen die Harkis (muslimische Algerier, die auf Seiten Frankreichs im Algerienkrieg standen), die mitsamt ihren Familien zu Zehntausenden von den FLN-Guerillas massakriert wurden. Durch Auswanderung und die Massaker verlor Algerien so einen großen Teil seiner gebildeten Elite der Kolonialzeit.

### Algerisch-französische Beziehungen nach 1962
Die Ereignisse der Kolonialzeit belasteten die Beziehungen Frankreichs zum unabhängigen Algerien in der Folgezeit. Es kam zu keiner vollständigen Versöhnung und die Aufarbeitung des Geschehenen wurde auf beiden Seiten behindert. De Gaulle ließ per Dekret französische Polizisten und Soldaten, die Kriegsverbrechen in Algerien begangen hatten, und alle Terroristen der OAS begnadigen. In Algerien wurden die Veteranen der FLN zur herrschenden Klasse. Unter Ahmed Ben Bella und später Houari Boumedienne wurde Algerien eine antiwestliche Diktatur, welche sich außenpolitisch am Panarabismus und dem Ostblock orientierte. De Gaulle wollte Frankreich als Macht im Mittelmeerraum etablieren und einen privilegierte Zugang zu algerischem Erdöl und Gas erhalten, welches 1965 mit Hilfe der Franzosen entdeckt worden war. Um Algerien an sich zu binden, leistete Frankreich im Land wichtige Entwicklungshilfe. Die Öl- und Gasindustrie wurde jedoch von Algerien unter Boumedienne verstaatlicht. Frankreich durfte bis 1967 seine Kernwaffen in der algerischen Sahara testen und bis 1978 auch im geheimen Chemiewaffen in Algerien testen. Durch die Tests wurden große Gebiete langfristig verseucht und zahlreiche Menschen geschädigt, wobei sich beide Länder 2010 auf eine Entschädigung einigten.
Im Jahre 1975 wurde Valéry Giscard d’Estaing der erste französische Präsident, der das unabhängige Algerien besuchte. 1983 war Chadli Bendjedid der erste algerische Staatschef, der zu einer offiziellen Reise nach Frankreich eingeladen wurde, aber die Beziehungen verbesserten sich nicht wesentlich. In den 1990er Jahren begann sich die Erinnerungspolitik in Frankreich zu verändern, als 1992 die französischen Militärarchive geöffnet wurden. 1999 wurde der Algerienkrieg vom französischen Parlament erstmals als ein Krieg anerkannt und 2002 eine Gedenkstätte zur Erinnerung an den Konflikt in Paris eröffnet.
Das französische Bildungsgesetz wurde am 23. Februar 2005 von der konservativen Mehrheit der Union pour un mouvement populaire  (UMP) verabschiedet und verpflichtete die Lehrer an den Gymnasien (lycée), ihren Schülern die „positiven Werte“ des Kolonialismus, insbesondere in Nordafrika, zu vermitteln (Artikel 4). Das Gesetz löste einen öffentlichen Aufschrei in Algerien und den Widerstand der französischen Linken aus und wurde schließlich Anfang 2006 von Präsident Jacques Chirac (UMP) aufgehoben, nachdem verschiedene Lehrer und Historiker ihm Geschichtsrevisionismus vorgeworfen hatten.
Der französische Präsident Emmanuel Macron sagte 2017, dass Algerien von einem „politisch-militärischen System“ regiert wird, das eine „offizielle Geschichte“ hat, die „völlig umgeschrieben“ worden sei und „Hass auf Frankreich“ verbreite. Er bezweifelte zudem, dass es vor der französischen Kolonialzeit eine algerische Nation gegeben habe. Einen Tag später teilten die französischen Streitkräfte mit, dass Algerien französischen Militärflügen die Nutzung des algerischen Luftraums untersagt hätten. Algerien zog auch seinen Botschafter aus Frankreich ab, bevor beide Seiten sich später wieder annäherten. Im August 2022 besuchte Macron Algerien, um die zerrütteten Beziehungen zwischen den beiden Ländern zu verbessern. Anfang 2023 kam es erneut zu einer Krise zwischen beiden Ländern, nachdem die algerische Oppositionspolitikerin Amira Bouraoui mit französischer Hilfe von Algerien nach Frankreich flüchten konnte.

## Wirtschaftsbeziehungen
Im Jahre 2021 lag der bilaterale Handelaustausch bei knapp 8 Milliarden Euro. Im Jahr 2020 war Frankreich der zweitgrößte Lieferant Algeriens nach China (10,6 % der Einfuhren) und der zweitgrößte Abnehmer nach Italien (13,3 % der algerischen Ausfuhren). Über 500 Unternehmen aus Frankreich sind in Algerien aktiv.

## Kultur und Migration
Millionen Algerier leben in Frankreich, und Algerien war über mehr als 100 Jahre ein Bestandteil von Frankreich. Algerien und Frankreich verbindet dadurch ein gemeinsamer kultureller Hintergrund, der über diplomatische Spannungen hinausgeht und auch in Zeiten der „Enttäuschung“ und der angespannten Beziehungen fortbestanden hat. Im Laufe der Zeit hat jedoch eine zunehmende Polarisierung der algerischen Gesellschaft zwischen der frankophonen Elite und den arabischen Massen eine antifranzösische Stimmung hervorgerufen. 1838 machten die französischen Kolonialherren das Französische zur alleinigen Amts- und Bildungssprache, in der Hoffnung, die Bevölkerung zu assimilieren, was nur bei einer kleinen frankophonen Elite gelang. Nach der Unabhängigkeit wurden von verschiedenen Regierungen Bemühungen zur Arabisierung unternommen und Arabisch zur alleinigen Amtssprache erklärt, de facto blieb das Land jedoch zweisprachig mit einer wichtigen Rolle des Französischen in Kultur, Bildungswesen und den Medien. In jüngerer Zeit wurden die Bemühungen zur Durchsetzung des Arabischen weiter verstärkt, so erklärten zahlreiche Ministerien das Arabische zu ihrer einzigen Sprache.

### Migration
Die massenhafte Migration von Algeriern nach Frankreich begann bereits im frühen 20. Jahrhundert und verstärkte sich während des Algerienkriegs und in der Zeit unmittelbar danach. Nach der Unabhängigkeit Algeriens flohen 1,4 Millionen Pieds-noirs in das französische Mutterland und siedelten sich vorwiegend in Südfrankreich an. Zahlreiche Araber oder Berber algerischer Abstammung leben heute vorwiegend im Großraum Paris, in Marseille, in Lyon und in weiteren großen Städten in Frankreich. Die Gesamtzahl der Personen im Land mit Bezug zur französischen Kolonialvergangenheit in Algerien wird auf sieben Millionen Menschen geschätzt. Zu den bekannten Franzosen algerischer Abstammung zählen die Fußballspieler Zinédine Zidane, Karim Benzema und Samir Nasri, der Schauspieler Dany Boon und die Politikerin Rachida Dati. Zu den bekanntesten Pieds-noirs gehört der Schriftsteller Albert Camus, der im französischen Algerien geboren wurde. Auch ein großer Teil der Juden in Frankreich stammt aus dem Maghreb. So ist der extrem rechte Politiker Éric Zemmour jüdisch-algerischer Abstammung.
Die nordafrikanischen Gemeinschaften mit Herkunft aus Tunesien, Algerien und Marokko sind in Frankreich nach wie vor relativ schlecht integriert, und für Algerier gibt es weiterhin chronische Probleme bei der Suche nach Wohnraum, Bildung und Arbeit. Immer wieder kommt es zu rassistisch motivierten Zwischenfällen zwischen nordafrikanischen Emigranten und der französischen Polizei.
Im Jahr 2021 beschloss die französische Regierung, die Zahl der Visa für algerische Staatsangehörige (sowie für Marokkaner und Tunesier) „drastisch“ zu reduzieren, und begründete dies mit der mangelnden Kooperation dieser Länder bei den Abschiebungen aus Frankreich.